# John Boe
Pas d'image ? Cliquez ici

a Compétitions nationales et continentales officielles uniquement.

Dernière mise à jour le 4 septembre 2018.
John Boe, né le 23 novembre 1955 à Auckland (Nouvelle-Zélande), est un ancien joueur de rugby à XV néo-zélandais. Il ne joua jamais de test match avec l'équipe de Nouvelle-Zélande, mais à l’occasion de la tournée des All Blacks en France en novembre 1981, il joua deux rencontres de milieu de semaine contre des sélections régionales (Languedoc-Roussillon à Perpignan, puis Charentes-Poitou à La Rochelle). Il jouait premier centre ou demi d'ouverture (1,78m, 85 kg). Il devient entraîneur après l'arrêt de sa carrière de joueur.

## Biographie
Ancien joueur de Waikato, avec qui il joue 140 matches entre 1979 et 1988, il remporte le Ranfurly Shield en 1980. Il ne porte toutefois jamais le maillot des All Blacks en test match. Il devient ensuite entraîneur, d’abord en Italie avant de revenir au pays où il s’occupe des équipes de jeunes de sa province de toujours. Il est ensuite promu responsable de l’équipe première dans le championnat des provinces entre 1995 et 1998.
Parallèlement, il est entraîneur-adjoint des Waikato Chiefs dans le Super 12 en 1997.
Entre 2000 et 2003, il entraîne l’équipe des Samoa avec qui il gagne le tournoi du Tri-nations du Pacifique en 2000 et 2001. Il l’aide ensuite à se qualifier pour la Coupe du monde 2003 et la coache pendant la compétition. 
En 2004, il est entraîneur de la sélection Tonga-Samoa-Fidji, les Pacific Islanders.
En 2007, il est choisi pour entraîner les East Coast Aces qui évoluent dans le Australian Rugby Championship.

## Palmarès
- Ranfurly Shield (avec Waikato) : 1996, 1997
- Tri-nations du Pacifique : 2000